# 邓琳琳
鄧琳琳（1992年4月21日—），原名邓琳凤，中國女子體操運動員，安徽省利辛县（原属阜陽市）王人镇邓寨人。她在2008年北京奧運會上奪得了女子團體金牌，也在2012年伦敦奥运会上奪得了女子平衡木金牌。

## 簡歷

### 早期生涯
鄧琳琳从小在安徽省阜阳市长大，父親邓杰古早年是杂技演员。她出生於體操世家，就讀阜陽體育學校與安徽省體育學院，2004年被中國國家隊選中，但由於年齡太小，一直沒能參加全國性的大型賽事，其實力經專家組評估，位居全國前列，是國家隊重點培養的對象之一。
鄧琳琳是全能選手，因為腿部的力能較強，強項為平衡木和跳馬。2008年3月她在國際大賽的舞臺上嶄露頭角，在體操世界盃卡達分站賽中，第一次參加國際大賽的她就獲得了1金1銀1銅三枚獎牌，於莫斯科站她也獲得平衡木及自由體操金牌。
2008年隊內第二次測試賽中，鄧琳琳技壓群芳獲得全能第一名。同年8月代表中國隊參加北京奧運會女子體操團體比賽，與隊友一起為中國隊贏得金牌。

### 亮相北京奧運
2008年8月10日，鄧琳琳在平衡木、跳馬、高低杠的比賽獲得15.550分的成績。當日，北京奧運會體操女子資格賽在國家體育館進行，中國隊在首場比賽中以總分248.275分位列第一名。
3日後，在體操女子團體決賽中，中國隊出場的六名隊員，參加三項比賽的除隊長程菲外，另一個就是鄧琳琳。鄧琳琳不但在自己的強項平衡木上表現出色，並在跳馬和自由體操的比賽中，穩紮穩打，最終幫助中國女子體操隊獲得了這枚歷史意義重大的奧運會團體冠軍。
第一項進行的是跳馬的比賽。由於江鈺源賽前狀態不佳，教練組安排了鄧琳琳頂替江鈺源，出戰跳馬項目的比賽。結果第一次參加大賽的鄧琳琳以一套A分為5.8的漂亮動作，落地紋風不動，獲得了15.250的好成績。使中國隊沒有因為跳馬這一弱項，與對手拉開巨大的差距。第三輪平衡木，首先上場的程菲出師不利，她從平衡木上不幸的掉了下來，僅僅得到了15.200的成績，而之後出場的鄧琳琳頂住了壓力，沉著應戰，最終以一套穩健輕盈的動作獲得15.925的高分，保住了中國隊的領先優勢，並為最後壓軸的李珊珊減輕了壓力。最後一輪自由體操，鄧琳琳獲得15.150的好成績，最終幫助中國隊將這枚分量極重女團金牌收入囊中。

### 2012年倫敦奧運奪冠
在2012年倫敦奧運會女子平衡木決賽中，先發出場的2011年體操世錦賽平衡木金牌得主眭祿獲得15.500分，最終得到銀牌。
鄧琳琳第三個上場。由於她在預賽只拿到第四名，BBC主播並未視她為奪冠熱門人物。當她一個高難度的後空翻並穩穩落在平衡木上時，全場為之掌聲雷動，就連BBC的女主播也驚呼：“我的天哪！這怎麼可能？”一個個迷人的動作，引得場上掌聲連連。BBC的主播也對她贊不絕口：“她的表演很流暢很完美，簡直可以說太優雅了。”最後，鄧琳琳以一個稍微退了一步的落地動作結束了表演，獲得15.600分。
最終鄧琳琳摘得中國隊闊別8年之久的平衡木奧運會金牌，也是中國女子體操隊在倫敦奧運會上獲得的唯一一枚金牌。這枚金牌也為鄧琳琳創造了一個紀錄：歷史上唯一一位參加兩屆奧運會都獲得金牌的中國女子體操運動員。

### 2013年退役後
2013年8月31日，鄧琳琳作为奥運冠軍被保送進入北京大學國際關係學院學習。2021年，获北京体育大学和美国加州浸会大学体育类硕士学位。2023年2月入职安徽师范大学，成为安徽师范大学体育学院教师。
2023年10月3日，邓琳琳与射箭运动员顾雪宋在宁波结婚。

## 主要成績
- 2006年 全國體操冠軍總決賽跳馬亞軍
- 2007年 第六屆城運會團體、跳馬、自由操三項冠軍以及平衡木亞軍、全能季軍
- 2008年 體操世界盃俄羅斯莫斯科站自由體操及平衡木冠軍
- 2008年 卡達多哈站平衡木冠軍、自由體操亞軍、跳馬季軍
- 2008年 北京奧運會女子團體金牌
- 2008年 全國體操冠軍賽女子平衡木金牌
- 2009年 第十一屆全運會女子個人全能金牌、自由體操銅牌
- 2009年 世界體操錦標賽 女子平衡木金牌
- 2010年 世界體操錦標賽 女子平衡木銀牌
- 2010年 世界體操錦標賽 女子團體銅牌
- 2010年 廣州亞運團體冠軍[1]
- 2010年 廣州亞運平衡木亞軍[1]
- 2011年 全國體操冠軍賽女子全能、自由體操金牌
- 2012年 倫敦奧運女子平衡木金牌

## 受訪
奧運記錄電影——築夢2008中有鄧琳琳與隊友江鈺源及乃若愚的受訪片段，影片記錄了鄧琳琳2003年到2007年訓練情況。